# Adoretus infans
Adoretus infans är en skalbaggsart som beskrevs av Gilbert John Arrow 1914. Adoretus infans ingår i släktet Adoretus och familjen Rutelidae. Inga underarter finns listade i Catalogue of Life.